# 鄂圖曼—葡萄牙戰爭 (1580年—1589年)
第四次鄂圖曼-葡萄牙戰爭發生在1580–89年，是葡萄牙帝國和鄂圖曼帝國及索馬里人阿居蘭蘇丹國在印度洋的軍事衝突。
1580-1584年，鄂圖曼海軍在印度洋襲擊葡萄牙船隻，1585年鄂圖曼人也成功阻止葡萄牙人控制非洲之角。但在1586年葡萄牙軍隊把鄂圖曼人從基利菲、馬林迪、Patta趕走。
1589年葡萄牙人從果亞派出兩艘加萊賽戰船、五艘槳帆船和900名士兵收復被土耳其人奪去的城市，和抓住土耳其海軍司令米爾·阿里·貝伊。